# Робоча конструкторська документація
Робо́ча констру́кторська документа́ція або робо́чий проє́кт (англ. detailed design) — конструкторська документація, розроблена на основі технічного завдання чи проєктної конструкторської документації, згідно з якою виготовляють, контролюють, приймають, постачають, експлуатують та ремонтують виріб.
Робоча конструкторська документація розробляється для виготовлення дослідного зразка, серійного або масового виробництва. На цій стадії розглядаються не принципові конструкторські рішення (вони вирішені на попередніх стадіях), а питання конструкторських (виконання креслеників деталей) і технологічних (забезпечення технологічності) розробок оригінальних деталей. Розроблення робочої документації безпосередньо пов'язана з технічним підготовленням виробництва.
При створенні нового виробу наявність попередніх стадій проєктування і конструювання на є обов'язковим. Ними керуються у залежності від новизни і складності виробу, що розробляється а також програми випуску.
Для простих виробів одиничного виробництва розробка зазвичай в одну стадію: техно-робочий проєкт. У такому проєкті проєктна документація обмежується лише робочим проєктом.
Робочу документацію (РД) використовують для одиничного, серійного і масового виробництва машин. У процесі розроблення РД найповніше враховують технологічні й організаційні фактори виробництва. Ця стадія розроблення найдовготриваліша та потребує найбільших витрат часу і засобів. РД розробляють послідовно для виготовлення й випробування дослідного зразка (партії), установчої серії, серійного та масового виробництва.